# Finał Pucharu Polski w piłce nożnej 2023
Finał Pucharu Polski w piłce nożnej mężczyzn sezonu 2022/2023 – mecz piłkarski kończący rozgrywki 69. edycji Pucharu Polski, mający na celu wyłonienie ich triumfatora, rozegrany 2 maja 2023 na Stadionie PGE Narodowym w Warszawie, pomiędzy Legią Warszawa i Rakowem Częstochowa.
W latach 2014–2019 finały Pucharu Polski odbywały się na Stadionie Narodowym w Warszawie w Dzień Flagi (2 maja). W 2020 r. oraz 2021 r., z powodu pandemii COVID-19, zmieniono miejsce finału na Arenę Lublin w Lublinie, gdzie w 2021 r. spotkanie – po raz pierwszy w historii rozgrywek – rozegrano bez udziału publiczności. W 2022 r. i 2023 r. finały Pucharu Polski ponownie rozegrano na Stadionie Narodowym w Warszawie. Dla piłkarzy Rakowa Częstochowa był to trzeci finał Pucharu Polski z rzędu. Zwycięzcą spotkania, a tym samym zdobywcą Pucharu Polski (po raz 20. w historii) została warszawska Legia, pokonując rywali 6:5 w serii rzutów karnych (0:0 w podstawowym czasie i po dogrywce).

## Szczegóły meczu
| 2 maja 2023 | Legia Warszawa                                                    | 0:0 (pd.)               | Raków Częstochowa                                            |                                                                   |
| 16:00 CEST  |                                                                   | (0:0, 0:0, 0:0, k. 6:5) |                                                              | PGE Narodowy, Warszawa Widzów: 44 701 Sędzia: Piotr Lasyk (Bytom) |
| 16:00 CEST  | · Slisz · Rosołek · Augustyniak · Sokołowski · Wszołek · Nawrocki | Rzuty karne             | · Tudor · Svarnas · Piasecki · Nowak · Jean Carlos · Wdowiak | PGE Narodowy, Warszawa Widzów: 44 701 Sędzia: Piotr Lasyk (Bytom) |

| Zdobywca Pucharu Polski 2022/2023 |
| --------------------------------- |
| Legia Warszawa 20. tytuł          |